# Tidore

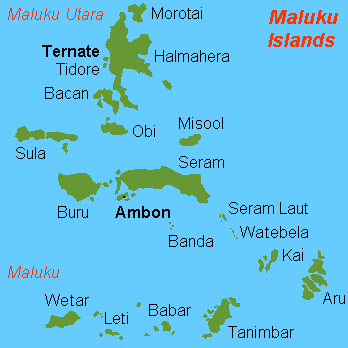
Översiktskarta.

Tidore är en ö (indonesiska Pulau Tidore) i Maluku Utaraprovinsen i Indonesien i västra Stilla havet. Ön ligger inom staden Tidore Kepulauans administration (som omfattar ett betydligt större område än själva huvudön), där centralorten är belägen på den östra delen av ön. Ön kan bara nås med fartyg då den saknar flygplats.

## Geografi
Tidoreön är en liten ö bland Moluckerna och ligger cirka 2 400 kilometer nordöst om Jakarta och cirka 20 kilometer väster om Halmahera. Själva Tidoreön har en area på 116 km² med en radie på cirka 10 kilometer. Ön omges av andra mindre öar som Maitara, Mara och Moti. Den högsta höjden är den 1 730 meter höga vulkanen Gunung Keimatabu.

## Historia
Tidoreön beboddes troligen av melanesier redan omkring 1500 f.Kr. Tidore har länge haft handelsförbindelser med Indien och Arabien och ön blev ett eget sultanat kring 1450 med kontroll över de östra områden bland Kryddöarna. Portugiserna anlände kring 1521 och kontrollerade ön fram till 1522 då spanske Juan Sebastián de Elcano anlände under den första världsomseglingen under Ferdinand Magellans ledning. Elcano förhandlade fram ett avtal kring kryddhandeln.
År 1526 anlände det som återstod av García Jofre de Loaísas expedition till ön i sökandet efter en fristad.
År 1599 anlände holländare från Vereenigde Oostindische Compagnie (Holländska Ostindiska Kompaniet) till ön. Sultanen valde dock fortsatt allians med spanjorerna vilket bibehöll öns autonoma status fram till 1663 då ön slutligen hamnade under nederländsk överhöghet.
Nederländerna behöll kontrollen över ön, förutom en kort tid under andra världskriget då ön 1942 ockuperades av Japan, fram till Indonesiens självständighet 1949.
I början på 1999 utbröt oroligheter mellan kristna och muslimer som dock inte blev så våldsamma som på andra ställen i Moluckerna. Samma år delades provinsen Moluckerna i två områden och Tidore blev del i Maluku Utara ("Norra Moluckerna"). 